# Earth vs. the Flying Saucers
Earth vs. the Flying Saucers (altă denumire Invasion of the Flying Saucers) este un film SF american din 1956 regizat de Fred F. Sears pentru Columbia Pictures. În rolurile principale joacă actorii Hugh Marlowe, Joan Taylor, Donald Curtis, Morris Ankrum.
Se consideră că filmul a fost influențat de lucrarea non-fiction Flying Saucers from Outer Space scrisă de aviatorul american Donald Keyhoe. Efectele speciale cu farfurii zburătoare au fost create de Ray Harryhausen.

## Prezentare
Omul de știință Russell Marvin împreună cu soția sa Carol cu care s-a căsătorit de curând merg cu mașina și observă o farfurie zburătoare care le dă târcoale. Neavând dovezi că au întâlnit un OZN în afară de banda magnetică cu zgomotul produs de acesta, Dr. Marvin ezită în a-și anunța șefii despre ceea ce au văzut. El este la conducerea Proiectului Skyhook, programul spațial american care tocmai a lansat 10 sateliți artificiali pe orbita terestră. Generalul Hanley, tatăl lui Carol, se întoarce dintr-o investigație și-l informează pe Marvin că toți sateliții lansați s-au prăbușit pe Pământ. Marvin admite că a pierdut contactul cu sateliții lansați, dar nu poate opri programul și lansează al unsprezecelea satelit. Curând și acesta se prăbușește din cer, iar Marvin suspectează că există o forță ostilă în cosmos.

## Distribuție
- Hugh Marlowe – Dr. Russell A. Marvin
- Joan Taylor – Carol Marvin
- Donald Curtis – Major Huglin, ofițerul de legătură
- Morris Ankrum – Brig. Gen. John Hanley
- John Zaremba – Prof. Kanter
- Thomas Browne Henry – Vice-Admiral Enright
- Grandon Rhodes – General Edmunds
- Larry J. Blake – polițist pe motocicletă